# Thoracochaeta teskeyi
Thoracochaeta teskeyi är en tvåvingeart som först beskrevs av Marshall 1982.  Thoracochaeta teskeyi ingår i släktet Thoracochaeta och familjen hoppflugor. Inga underarter finns listade i Catalogue of Life.